# Piła
Piła (← polonă, germană Schneidemühl) este un oraș din voievodatul Polonia Mare, din Polonia, reședința powiatului. Face parte din regiunea istorică Krajna, iar până în 31 decembrie 1998 a fost capitala voievodatului Piła. Spre deosebire de majoritatea fostelor capitale ale voievodatelor, nu are statut de municipiu.
Orașul se află în partea de nord a țării, printre regiuni lacustre și păduri, și este străbătut de râul Gwda. În 2009, a avut 74 638 de locuitori și ocupă o suprafață de 102,68 km². Se învecinează cu comunele: Szydłowo la vest, Trzcianka și Ujście la sud, Kaczory la est și Krajenka la nord. Este nodul feroviar și rutier de importanță națională.
Piła a fost înființat probabil în secolul XIV. Deși a primit drepturi de oraș între 1437 și 1449, perioada de dezvoltare a început cu multe secole mai târziu, în 1851, când s-a construit prima magistrală de cale ferată. Piła a funcționat (și tot funcționează) ca un nod feroviar în care se încrucișează șase linii. După Tratatul de la Versailles, Piła a rămas o parte a Germaniei și a devenit unul dintre centre ale industriei militare. În timpul celui de-Al Doilea Război Mondial, a fost distrus în 90%, iar lucrările de reconstrucție, la început destul de lente, s-au încheiat în anii 70' ale secolului XX.
Locuitorii orașului Piła se numesc pilanie.

## Toponimie
Din cauza incendiilor care au avut loc destul de des în istoria orașului, nu s-au păstrat până în zilele de azi documentele care ar susține vreo teorie privitoare la etimologia toponimului Piła, dar amplasarea localității printre păduri și denumirea ei germană de sens analog (Schneidemühl) permit să se presupună că numele orașului provine din substantiv comun piła însemnând ferăstrău.

## Geografie
Piła se află în partea de nord-vest a Poloniei. Orașul aparține regiunii istorice Krajna, intermediare între Polonia Mare și Pomerania Occidentală. Geografic, este amplasat în Valea Gwdei, între Regiunile Lacustre de Wałcz și de Krajna. Mai mult decât o jumătate a suprafeței orașului este acoperită de păduri. Râul Gwda împărțește Piła în două. În partea de nord a orașului se află Zalew Koszycki, lacul artificial creat în anii '80 ai secolului XX.
Administrativ, Piła se împărțește în nouă cartiere: Gładyszewo, Górne, Jadwiżyn, Koszyce, Motylewo, Podlasie, Staszyce, Śródmieście și Zamość. 